# Jason Waterhouse
Jason Waterhouse (8 de novembro de 1991) é um velejador australiano, medalhista olímpico.

## Carreira

### Rio 2016
Jason Waterhouse representou seu país nos Jogos Olímpicos de Verão de 2016, na qual conquistou medalha de prata na classe nacra 17, ao lado de Lisa Darmanin. 